# Bianor fasciatus
Bianor fasciatus är en spindelart som beskrevs av Cândido Firmino de Mello-Leitão 1922. 
Bianor fasciatus ingår i släktet Bianor och familjen hoppspindlar. Inga underarter finns listade.